# Temnorhynchus luna
Temnorhynchus luna är en skalbaggsart som beskrevs av Leon Fairmaire 1868. Temnorhynchus luna ingår i släktet Temnorhynchus och familjen Dynastidae. Utöver nominatformen finns också underarten T. l. erectilobus.